# Тибетские полёвки
Тибетские полёвки (лат. Volemys) — род некорнезубых полёвок из подсемейства Arvicolinae с двумя видами, обитающими в китайской провинции Сычуань.

## Родственные связи
И. М. Горомов осторожно писал о сычуаньской полёвке: «...вся совокупность отличительных особенностей [позволяет] считать, что впоследствии она может быть выделена в особый подрод. Я отношу её предварительно к подроду Neodon [в составе Microtus], что пока кажется мне наиболее естественным».
Позднее этот род стали сближать с азиатским подродом Alexandromys Ognev.

## Состав рода
Род описан лишь в 1990 году украинским зоологом И. В. Загороднюком при ревизии «серых полевок» трибы Arvicolini.
Ранее представителей этого рода относили к Microtus sensu lato. Предполагают, что Volemys близок к подроду Alexandromys Ognev.
В род входят следующие виды:
- Сычуаньская полёвка (Volemys millicens) живёт в горах на высоте более 4000 метров над уровнем моря[7].
- Полёвка Массера (Volemys musseri) населяет горные районы на высоте от 2300 до 3700 метров над уровнем моря[8].

В оригинальном описании рода и нескольких последующих обзорах И. В. Загороднюк к этому роду также отнёс ещё два вида:
- Тайваньская полёвка (Microtus kikuchii)
- Полёвка Кларка (Microtus clarkei)

Длина тела (включая голову) этих полёвок от 83 до 130 мм, длина хвоста от 46 до 70 мм. Сверху они окрашены в темно-коричневый цвет, брюшко светло-коричневое или серое. Хвост двухцветный, сверху темный, снизу светлый. На плоском черепе отсутствуют выступающие бугры и края. Виды Volemys также отличаются от других полёвок деталями строения коронок коренных зубов.
Обитают в лесном поясе гор и поясе горных лугов. Поскольку эти виды очень редки, об их образе жизни почти ничего не известно.
Международный союз охраны природы (МСОП) перечисляет оба вида к видам с недостаточными данными.

## Комментарии
1. ↑  В книге "A Guide to the Mammals of China" в статье о V. millicens сказано "Известна по шести экземплярам из типового местонахождения", при этом карта ареала не соответствует приведённому выше тексту — на ней стоят четыре точки находок[4].